# Николай Веляминов
Николай Николаевич Веляминов (от руски Николай Николаевич Вельяминов) е руски офицер, генерал от пехотата. Участник в Руско-турската война (1877 – 1878).

## Биография
Николай Веляминов е роден на 20 октомври 1822 г. в семейството на потомствен дворянин. Ориентира се към военно поприще. Завършва Пажеския военен корпус. Действителна военна служба започва през 1841 г. в Лебгвардейския Преображенски полк. Служи в Лейбгвардейския Царскоселски стрелкови батальон (1859).
Повишен е във военно звание генерал-майор от 1860 г. Командир на лейбгвардейския Павловски полк. Участва в потушаването на Полското въстание (1863 – 1864). Повишен е във военно звание генерал-лейтенант от 1863 г. Командир на 31-ва пехотна дивизия (1865 – 1879).
Участва в Руско-турската война (1877 – 1878).
В началото на войната 31-ва пехотна дивизия е в състава на 9-и армейски корпус с командир генерал-лейтенат Николай Криденер. Участва в атаката и превземането на Никопол на 4 – 5 юли 1877 г.. Дивизията е съсредоточена при Плевен и е назначен за командващ десния фланг при втората атака на града. Поверени са му 24 батальона, 2 ескадрона, сотня и 104 оръдия. Нанася главния удар и води най-тежкото и ожесточено сражение при височините на село Гривица.
След превземането на Плевен в края на ноември дивизията е придадена на Западния руски отряд с командир генерал-лейтенат Йосиф Гурко. Назначен е за началник на колона в състав: 6 батальона, 16 сотни, 16 оръдия. Преминава при ужасни условия и снежна буря Стара планина по направлението с. Врачеш – връх Мургаш – с. Желява. След боя при село Горни Богров във взаимодействие с колоната на генерал-майор Отон Раух освобождава София и успешно преследва противника при Чамурлии. На 30 декември /11 януари освобождава Самоков, на 31 декември/12 януари – село Долна баня и се съединява с основните сили на Западния отряд. Участва в зимното разчистване на Тракия от остатъците на турските сили. Проявява се в битките при Каратаир и Дермендере, Караагач и Белащица. Участва в освобождаването на Пазарджик и освобождаването на Пловдив.
Назначен е за временен командир на 9-и армейски корпус и генерал-губернатор на Пловдив. На последната длъжност успешно възстановява нормалния живот в града.
Генерал-лейтенат Николай Веляминов е сред онези руски командири, които изминават най-тежките и опасни пътища на войната. Награден е с Орден „Свети Георги“ IV ст.
След войната получава годишен отпуск за възстановяване. Повишен е през 1882 г. във военно звание генерал от пехотата. Връща се в армията на нестроева служба: член на Александровския комитет на ранените (1884), директор на Николаевско-Измайловското заведение за престарели войни.
Умира в Москва през 1892 г.
Днес негов бюст-паметник има в Ботевград. Признателните граждани на Самоков наименуват улица „Генерал Веляминов“.